# Ya Basta!
Ya Basta! ist eine französische, dem Anarchosyndikalismus nahestehende Ska-Punk-Band. Ya Basta! haben sich 1993 in einem Pariser Vorort zusammengefunden. Sie bringen vor allem musikalische Energie und militante Texte in Einklang. Die Gruppe trennte sich allerdings nach 10 Jahren des Zusammenspielens am 11. März 2006.

## Bandgeschichte
Ya Basta! gründete sich 1993. Der Name basiert auf dem spanischen Ausspruch „Jetzt reichts!“, der von den mexikanischen Revolutionären Zapatistas geprägt wurde. Auch in den Texten bezieht sich die Band auf die mexikanische Politik. Nachdem man zunächst als Alternative-Rock-Band begonnen hatte, entwickelte man sich ab 1995 zur Ska-Punk-Band.
1999 erschien als erste Veröffentlichung eine Split-EP mit französischen Ska-Punk-Band Action Directe. 2002 folgte das Debütalbum Lucha Y Fiesta. Das zweite Album Toujours Debout erschien 2004 über das deutsche Label Twisted Chords. 2006 folgte das letzte Album Sans Retour. Im Laufe ihrer über 10-jährigen Karriere beteiligten sie sich außerdem an zahlreichen Samplern.
2006 löste sich die Band auf.

## Musikstil und Texte
Ya Basta! spielen schnellen, aber simplen Ska-Punk mit revolutionären, an anarcho-syndikalistischen Themen angelehnte Texte. Zum Teil werden einige Lieder auch als 2Tone und Rocksteady dargeboten.

## Diskografie
- 1999: Demo 1999 (Demo)
- 1999: Rassembler pour lutter (Split-EP mit Action Directe, Eigenproduktion)
- 2002: Lucha Y Fiesta (Eigenproduktion)
- 2004: Toujours Debout (Twisted Chords)
- 2006: Sans Retour (Twisted Chords)